# شتاناو
شتاناو (به آلمانی: Stanau) یک شهر در آلمان است که در تورینگن واقع شده‌است. شتاناو ۱۴۶ نفر جمعیت دارد.